# La vida nocturna
Pour plus de détails, voir Fiche technique et Distribution.
La vida nocturna est une comédie du cinéma américain en langue espagnole de James Parrott mettant en scène Laurel et Hardy, adaptée de Quelle bringue ! (Blotto) et destinée au marché hispanophone et sortie en 1930.

## Fiche technique
- Titre original : La vida nocturna
- Réalisation : James Parrott
- Scénario : Leo McCarey (scénario, non crédité) et H.M. Walker
- Photographie : George Stevens
- Montage : Richard C. Currier
- Ingénieur du son : Elmer Raguse
- Producteur : Hal Roach
- Société de production : Hal Roach Studios
- Société de distribution : Metro-Goldwyn-Mayer
- Pays d’origine :  États-Unis
- Langue : espagnol
- Format : Noir et blanc - 35 mm - 1,37:1 - Sonore
- Genre : comédie
- Longueur : quatre bobines
- Date de sortie : 1930

## Distribution
Source principale de la distribution :
- Stan Laurel : Stanley
- Oliver Hardy : Oliver Hardy

Reste de la distribution non créditée : 
- Linda Loredo :

## Autour du film
Un court métrage portant ce titre ("Une nuit extravagante") est proposé en bonus dans le DVD : Têtes de pioche diffusé par Universal en 2006 avec quatre autres courts métrages. Il s'agit d'une erreur, ce film n'a rien à voir avec celui décrit dans cette page. Il s'agit en fait de Unaccustomed as we are, premier film parlant du célèbre duo dont le titre français est On n'a pas l'habitude.